# Japans Grand Prix 2012
Japans Grand Prix 2012 (officielle navn: 2012 Formula 1 Japanese Grand Prix) er et Formel 1-løb som vil blive afviklet den 7. oktober 2012 på Suzuka Circuit i Japan. Det er løb nr. 15 i Formel 1 2012-sæsonen. Det er den 39. gang at Japans Grand Prix vil blive kørt. 

## Klassement

### Kvalifikation
| Pos.                | No. | Kører              | Konstruktør          | Part 1   | Part 2   | Part 3   | Grid |
| ------------------- | --- | ------------------ | -------------------- | -------- | -------- | -------- | ---- |
| 1                   | 1   | Sebastian Vettel   | Red Bull-Renault     | 1:32.608 | 1:31.501 | 1:30.839 | 1    |
| 2                   | 2   | Mark Webber        | Red Bull-Renault     | 1:32.951 | 1:31.950 | 1:31.090 | 2    |
| 3                   | 3   | Jenson Button      | McLaren-Mercedes     | 1:33.077 | 1:31.772 | 1:31.290 | 81   |
| 4                   | 14  | Kamui Kobayashi    | Sauber-Ferrari       | 1:32.042 | 1:31.886 | 1:31.700 | 3    |
| 5                   | 10  | Romain Grosjean    | Lotus-Renault        | 1:32.029 | 1:31.968 | 1:31.898 | 4    |
| 6                   | 15  | Sergio Pérez       | Sauber-Ferrari       | 1:32.147 | 1:32.169 | 1:32.022 | 5    |
| 7                   | 5   | Fernando Alonso    | Ferrari              | 1:32.459 | 1:31.833 | 1:32.114 | 6    |
| 8                   | 9   | Kimi Räikkönen     | Lotus-Renault        | 1:32.221 | 1:31.826 | 1:32.208 | 7    |
| 9                   | 4   | Lewis Hamilton     | McLaren-Mercedes     | 1:33.061 | 1:32.121 | 1:32.327 | 9    |
| 10                  | 12  | Nico Hülkenberg    | Force India-Mercedes | 1:32.828 | 1:32.272 | no time  | 151  |
| 11                  | 6   | Felipe Massa       | Ferrari              | 1:32.946 | 1:32.293 |          | 10   |
| 12                  | 11  | Paul di Resta      | Force India-Mercedes | 1:32.898 | 1:32.327 |          | 11   |
| 13                  | 7   | Michael Schumacher | Mercedes             | 1:33.349 | 1:32.469 |          | 232  |
| 14                  | 18  | Pastor Maldonado   | Williams-Renault     | 1:32.834 | 1:32.512 |          | 12   |
| 15                  | 8   | Nico Rosberg       | Mercedes             | 1:33.015 | 1:32.625 |          | 13   |
| 16                  | 16  | Daniel Ricciardo   | Toro Rosso-Ferrari   | 1:33.059 | 1:32.954 |          | 14   |
| 17                  | 17  | Jean-Éric Vergne   | Toro Rosso-Ferrari   | 1:33.370 | 1:33.368 |          | 193  |
| 18                  | 19  | Bruno Senna        | Williams-Renault     | 1:33.405 |          |          | 16   |
| 19                  | 20  | Heikki Kovalainen  | Caterham-Renault     | 1:34.657 |          |          | 17   |
| 20                  | 24  | Timo Glock         | Marussia-Cosworth    | 1:35.213 |          |          | 18   |
| 21                  | 22  | Pedro de la Rosa   | HRT-Cosworth         | 1:35.385 |          |          | 20   |
| 22                  | 25  | Charles Pic        | Marussia-Cosworth    | 1:35.429 |          |          | 21   |
| 23                  | 21  | Vitaly Petrov      | Caterham-Renault     | 1:35.432 |          |          | 22   |
| 24                  | 23  | Narain Karthikeyan | HRT-Cosworth         | 1:36.734 |          |          | 24   |
| 107% time: 1:38.471 |     |                    |                      |          |          |          |      |
| Source:             |     |                    |                      |          |          |          |      |

Notes:
- ↑1 — Jenson Button og Nico Hülkenberg blev fratrukket fem pladser på grund af udskiftning af gearkasse.[2][3]
- ↑2 — Michael Schumacher blev fratrukket ti pladser for at forårsage uheld i afslutningen af Singapores Grand Prix.[4]
- ↑3 — Jean-Éric Vergne blev fratrukket tre pladser for at blokere Bruno Senna under kvalifikationen.[5]